# Dario Gabbai
Pour les articles homonymes, voir Gabbai (homonymie).
David Dario Gabbai dit Dario Gabbai (grec moderne : Ντάριο Γκαμπάι ou Ντάριο Γκαμπάϊ, né le 2 septembre 1922 à Thessalonique, Grèce et mort le 25 mars 2020 à Los Angeles, Californie, États-Unis) est un juif de grèce de nationalité italienne déporté à Auschwitz, où il fait partie des sonderkommando, dont il fut l’ultime survivant.

## Biographie
Dario Gabbai est né le 2 septembre 1922 à Thessalonique (Salonique) d’une mère grecque, Rosa Beraha Gabbai, et d’un père italien, Victor (Chaim) Gabbai. Ce dernier est un typographe. Dario Gabbai fait partie d'une fratrie de 4 enfants, trois garçons et une fille. Sa sœur décède en jeune âge.
Il fréquente une école italienne de Salonique et suit des cours de clarinette.

### Seconde Guerre mondiale
Au printemps de 1941, l'Allemagne envahit la Grèce et en février 1943 confine la plupart Juifs de Salonique dans deux ghettos. Peu après, les déportations vers Auschwitz débutent.

### Auschwitz
La famille Gabbaï est une des dernières à être déportée de Grèce à Auschwitz début avril 1944. Le trajet prend 11 jours. Parmi les 2 500 juifs que compte le convoi, 1 872 personnes sont immédiatement tuées dans les chambres à gaz, parmi lesquels se trouvent ses parents et son plus jeune frère, Samuel Gabbaï. 
Dario Gabbaï fait partie des 320 hommes grecs alors sélectionnés pour le travail (numéros de 182 440 à 182 759). Son numéro est le 182 568. Après une quarantaine, il est comme son frère aîné, Jakob Gabbai, ses cousins Maurice Venezia et Shlomo Venezia, ainsi que son ami "Dani" sélectionné pour travailler dans un des fours crématoires à Birkenau.
Les déportations des juifs hongrois débutent le 16 avril 1944. Environ quatre convois sont organisés chaque jour. 440 000 juifs sont ainsi déportés vers Auschwitz et les autres camps d'extermination pendant plusieurs mois à travers 148 trains de marchandises contenant des Juifs entre le 14 mai et le 8 juillet 1944.
Il est forcé de participer au processus d'extermination de milliers de juifs en provenance de Hongrie, déportés au printemps et à l'été de 1944. Il est chargé de se débarrasser des corps des Juifs venant de Hongrie, assassinés au rythme de 6000 par jour et par crématoire.

### Marche de la mort
Avec l'approche de l'armée rouge, les nazis détruisent les fours crématoires, pour oblitérer toute trace et forcent des milliers de détenus à entreprendre la marche de la mort. Dario Gabbaï en fait partie. Il survit en pensant aux chaudes journées grecques. Il aboutit au Camp de concentration d'Ebensee, un sous-camp du camp de Mauthausen en Autriche. Il y retrouve son ami Daniel Bennahmias. Il est libéré par l'armée américaine le 6 mai 1945. Il pèse moins de 45 kilos.

### Retour en Grèce
Dario Gabbaï retourne en Grèce, à Athènes, où il retrouve son oncle Isaac et la femme de ce dernier Sara qui l'héberge quelque temps. Il aide à installer les réfugiés avec l'organisation American Jewish Joint Distribution Committee (JDC ou le Joint).

### États-Unis
En 1951, Dario Gabbaï immigre aux États-Unis, d'abord à Cleveland dans l'Ohio puis en 1953 à Los Angeles, en Californie.
Il passe le reste de sa vie à côtoyer son ami Daniel Bennahmas qui vit comme lui en Californie.
Il travaille pendant 35 ans pour la firme Lensol Fabrics, dont il est un des dirigeants quand il prend sa retraite. Il travaille pour une courte période comme acteur de cinéma. Il a un rôle dans le film The Glory Brigade (en) (La Brigade glorieuse), de Robert D. Webb, de 1953, qui inclut les acteurs Victor Mature, Richard England and Lee Marvin.
En 1953, il épouse Dana Mitzman. Ils divorcent dans les années 1980. Ils ont une fille Rhoda Allegra née en 1957.

### Retour àAuschwitz
Il témoigne dans des documentaires sur la Shoah dont The Last Days, qui reçoit un Academy Award, l'Oscar du meilleur film documentaire, en 1999.
Pour le documentaire Auschwitz: The Final Witness, Dario Gabbaï retourne à Auschwitz avec ses deux cousins, Shlomo Venezia et Maurice Venezia, eux-aussi anciens membres du Sonderkommando. Sur les ruines des fours crématoires, ils récitent le Kaddich.

### Mort
Dario Gabbaï est mort le 25 mars 2020, à sa résidence de Los Angeles, à l'âge de 97 ans.

## Témoignages
- (en) Dario Gabbai on Being a Sonderkommando. USC Shoah Foundation. Visual History Archive, 2015
- (en) Dario Gabbai on Revenge. USC Shoah Foundation. Visual History Archive, 2015
- (en) Dario Gabbai on His Sonderkommando Experience. USC Shoah Foundation. Visual History Archive, 2014
- (en) Dario Gabbai Remembers Sonderkommando Uprising. USC Shoah Foundation. Visual History Archive, 2014[5]